# Alleyras
Alleyras é uma comuna francesa na região administrativa de Auvérnia-Ródano-Alpes, no departamento de Alto Loire. Estende-se por uma área de 25,78 km². Em 2010 a comuna tinha 162 habitantes (densidade: 6,3 hab./km²).

## Link
- Alleyras